# 卡爾拉 (俄亥俄州)
卡爾拉（英語：Calla）是美國俄亥俄州馬霍寧縣一個非建制地區，其海拔為349米（1145英尺）。當地曾經在1889年至1933年期間設有一所與該地區同名的郵政局，以及一座福音派教堂。